# Кулаковское муниципальное образование
Кулаковское муниципальное образование — сельское поселение в Тюменском районе Тюменской области Российской Федерации.
Административный центр — село Кулаково.

## История
Статус и границы сельского поселения установлены Законом Тюменской области от 5 ноября 2004 года № 263 «Об установлении границ муниципальных образований Тюменской области и наделении их статусом муниципального района, городского округа и сельского поселения».

## Население
| 2010  | 2011  | 2012  | 2013  | 2014  | 2015  | 2016  |
| ----- | ----- | ----- | ----- | ----- | ----- | ----- |
| 4000  | ↗4004 | ↗4083 | ↗4178 | ↗4349 | ↗4474 | ↗4684 |
| 2017  | 2018  | 2019  | 2020  | 2021  |       |       |
| ↗4708 | ↘4698 | ↗4863 | ↗5166 | ↗5490 |       |       |

## Состав сельского поселения
| № | Населённый пункт | Тип населённого пункта       | Население |
| - | ---------------- | ---------------------------- | --------- |
| 1 | Кулаково         | село, административный центр | 2346      |
| 2 | Луговое          | село                         | 1654      |